# Gastronomía del Véneto
La gastronomía véneta (cucina veneta) son los productos, técnicas culinarias y platos típicos de Venecia y su región, el Véneto, al norte de Italia, entre los Alpes y el Mar adriático.
Alternativamente se le puede denominar gastronomía veneciana (cucina veneziana), aunque este término se refiere en específico a la ciudad de Venecia, lo cierto es que son sinónimos y se suelen usar de forma alterna. En un sentido más amplio, se podría estar haciendo referencia a la gastronomía de todo el Triveneto, aunque este uso es escaso puesto que se conciben individualmente las gastronomías friulana, trentina, surtirolesa, eslovena ...etc.

## Visión general

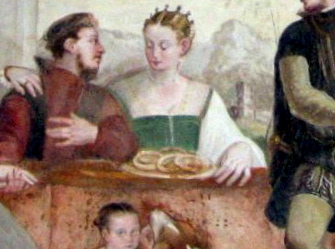
La comida y la bebida han jugado un papel importante en la cultura veneciana durante siglos. Fresco del en Villa Caldogno, donde se ve a la nobleza disfrutar de una merenda, comiendo bussoli (dulces típicos de Vicenza).

La cocina del Véneto se puede dividir en tres categorías principales basadas en la geografía: las zonas costeras, las llanuras y las montañas. Cada uno (especialmente las llanuras) puede tener muchas cocinas regionales, cada ciudad con sus propios platos.
El plato más común es la polenta, que se cocina de varias maneras en los distintos lugares del Véneto. La polenta alguna vez fue el alimento básico universal de las clases más pobres, que no podían permitirse más. Los granos del maíz se muelen en un polvo mucho más fino en comparación con el resto de Italia: por lo tanto, cuando se cocina, se parece más a un budín.
Típicas de muchas áreas costeras, las comunidades a lo largo de la costa de la Laguna véneta sirven principalmente platos con productos del mar.
En las llanuras es muy popular servir carne a la parrilla (a menudo en una barbacoa y en una mezcla de carnes de cerdo, de res y de pollo) junto con polenta, patatas o verduras a la parrilla. Otros platos populares incluyen el risotto, arroz cocinado con muchos tipos diferentes de alimentos: verduras, champiñones, calabaza o radicchio (achicoria roja) hasta marisco, carne de cerdo o hígados de pollo. Los bigoli (una pasta fresca típica veneciana, similar a un udon), los fettuccine (fideos hechos a mano), los ravioli y tortelli (rellenos de carne, queso, vegetales o calabaza) y gnocchi (pasta fresca hecha de patata), son frescos y a menudo platos de pasta hechos a mano (hechos con huevos y harina de trigo), servidos junto con ragù, una salsa estofada con carne, a menudo de pato, a veces junto con champiñones o guisantes, o simplemente con mantequilla derretida.
La cocina de las zonas montañosas está se basa principalmente en carne de cerdo o de caza acompañada con polenta, así como los champiñones, quesos (hechos con leche de vaca) y algunos platos de tradición austríaca o tirolesa, como el canéderli o el strudel. Un plato típico es el casunziei, pasta fresca hecha a mano similar a los ravioles.
Otros ingredientes típicos de la cocina veneciana se encuentran la mantequilla, el aceite de oliva, el aceite de girasol, el vinagre, el cren, el senape, la mostarda o la salsa verde.

## Venecia y la laguna

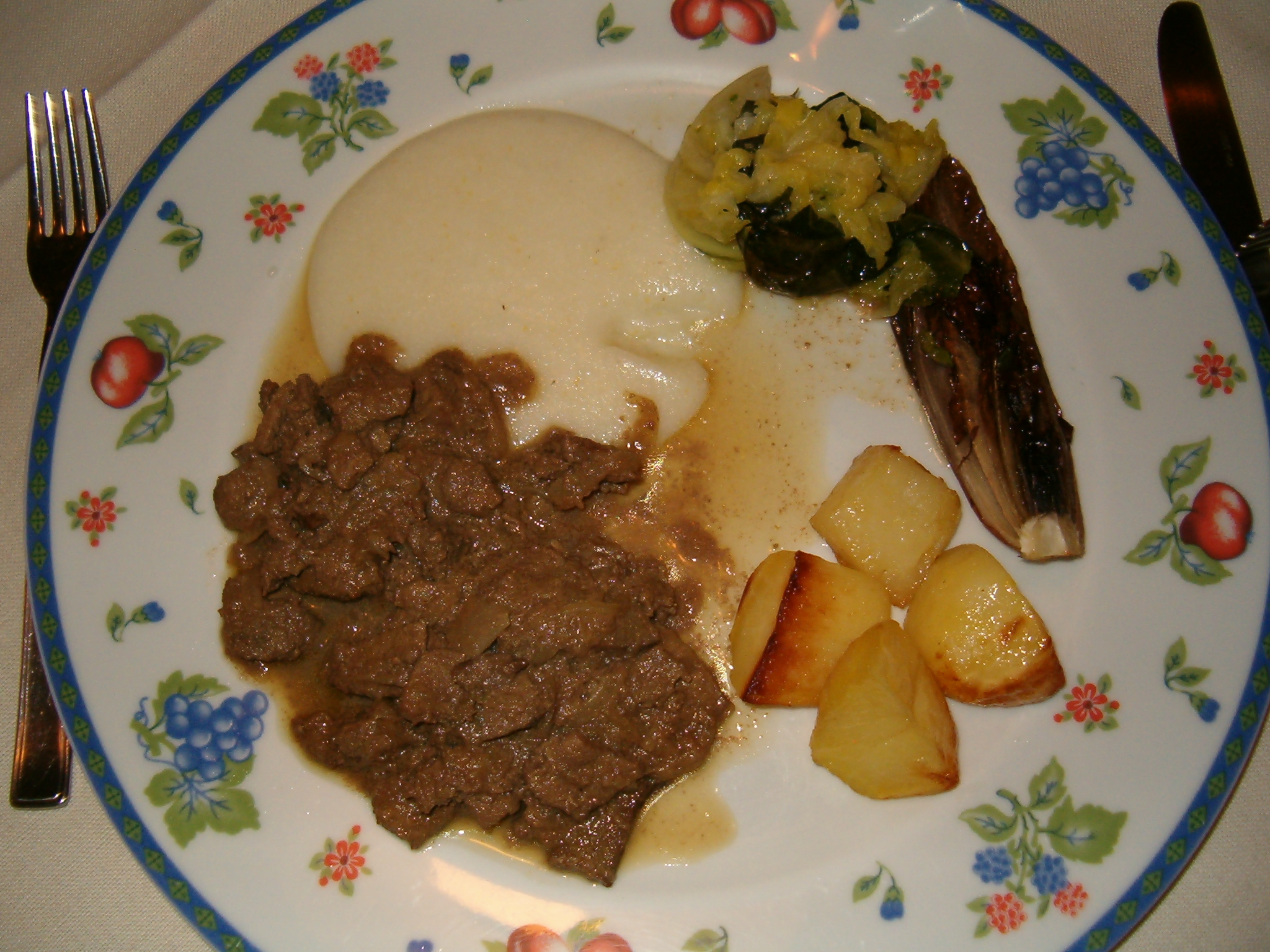
Fegato alla veneziana, hígados servido con patatas y polenta.

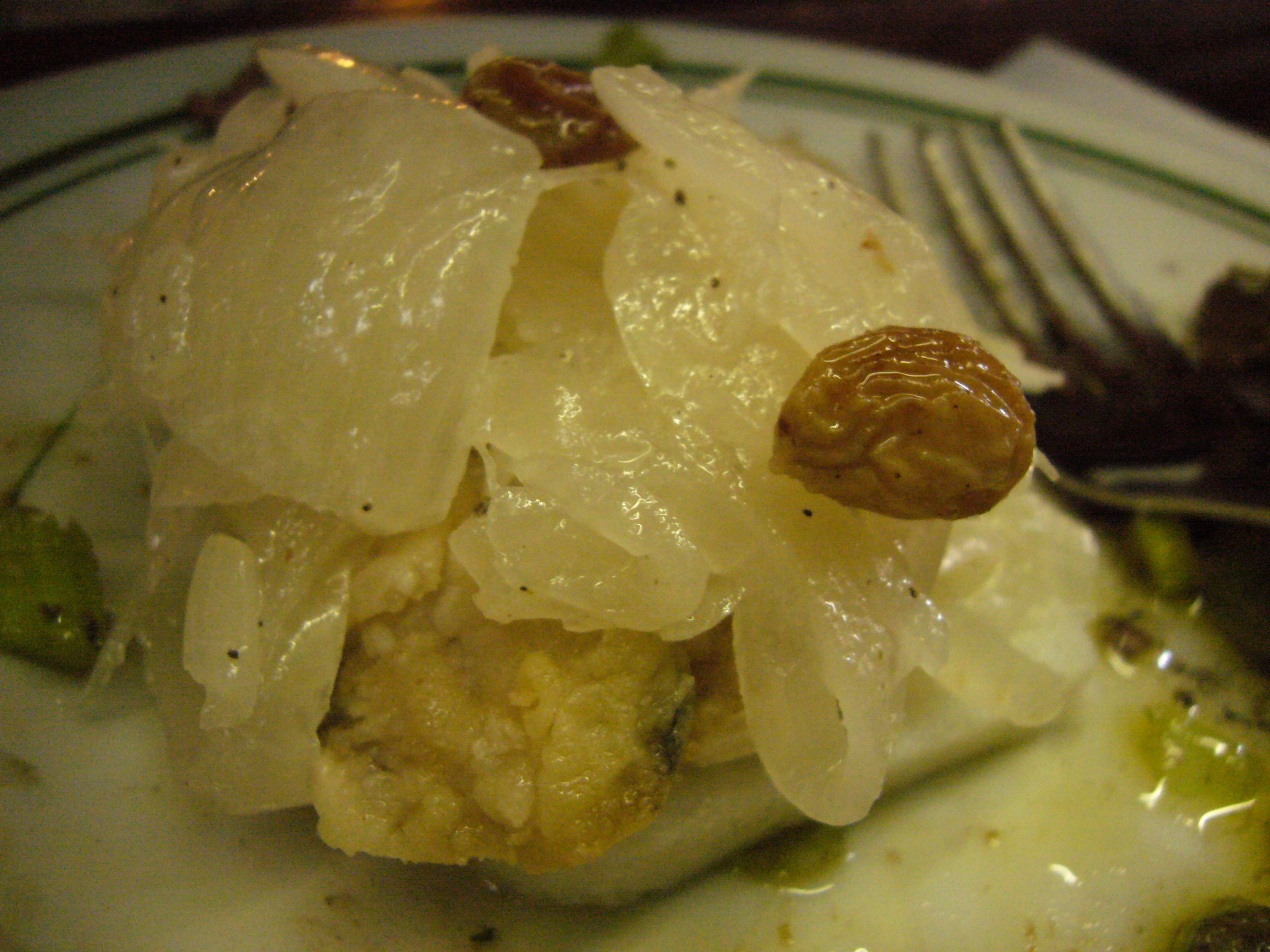
Sardèe in saór.

- Bigołi en salsa, pasta bigoli con salsa de anchoas y cebolla.
- Fegato ała venesiana, un plato de hígado picado y cocinado junto con cebolla, considerado de la clase alta veneciana.
- Mołeche (IT moleca), pequeños cangrejos de tono verde (Carcinus maenas), que se fríen cuando llegan al pico de su cambios de muda (una vez primavera y otra en otoño) ya que es cuando más suaves están. Los mołeche son muy valiosos porque el proceso de cambiar las lagunas salobres de agua dura unas pocas horas, la armadura retrocede con fuerza e inmediatamente vuelve a llamarse maxenete.
- Pasta e faxioi: sopa de alubias con fideos (típicamente pasta larga en bruto).
- Połenta e schie: pequeñas gambas de la laguna de tono gris-marrón al hervirse, fritos y servidos sobre polenta blanca muy suave.
- Risi e bisi (rixi e bixi): un plato pobre pero sabroso que consiste en un risotto simple con panceta y guisantes cocidos en un caldo.
- Rixoto de gò: arroz preparado con gobio (Gobius ophiocephalus), también conocido como gò, pescado típico de la laguna de Venecia.
- Sarde in saor: sardinas fritas, bañadas en cebolla parcialmente frita en el mismo aceite en el que se fríen las sardinas, pasas y piñones (tradicionalmente solo en invierno para aumentar las calorías), otras especias y espolvoreadas con abundante vinagre. Se deja marinar al menos una noche.
- Sepe al nero: sepia cocinada en su tinta.

Entre los muchos postres venecianos, los más conocidos son:
- Baicołi (IT baicoli).
- Frìtoła (IT frittelle).
- Pinza (IT pinsa), un pastel de típico de la epifanía a base de harina de maíz, frutas secas mixtas (generalmente higos y pasas) y nueces.
- Xałeti (IT zaletti): galleta de harina de maíz con pasas.

## Verona

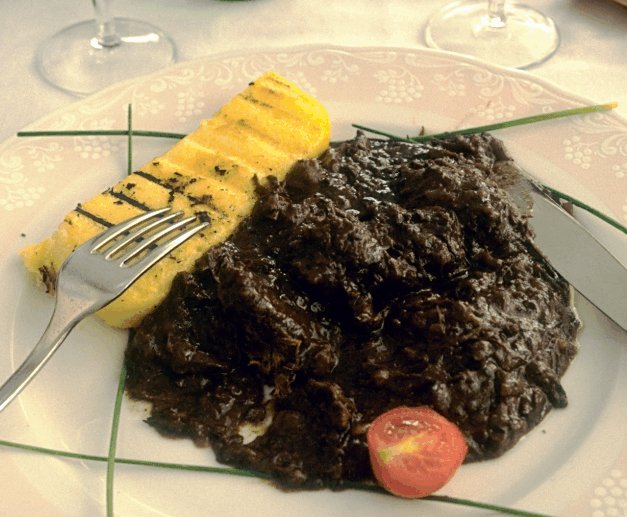
Pastissada de caval.

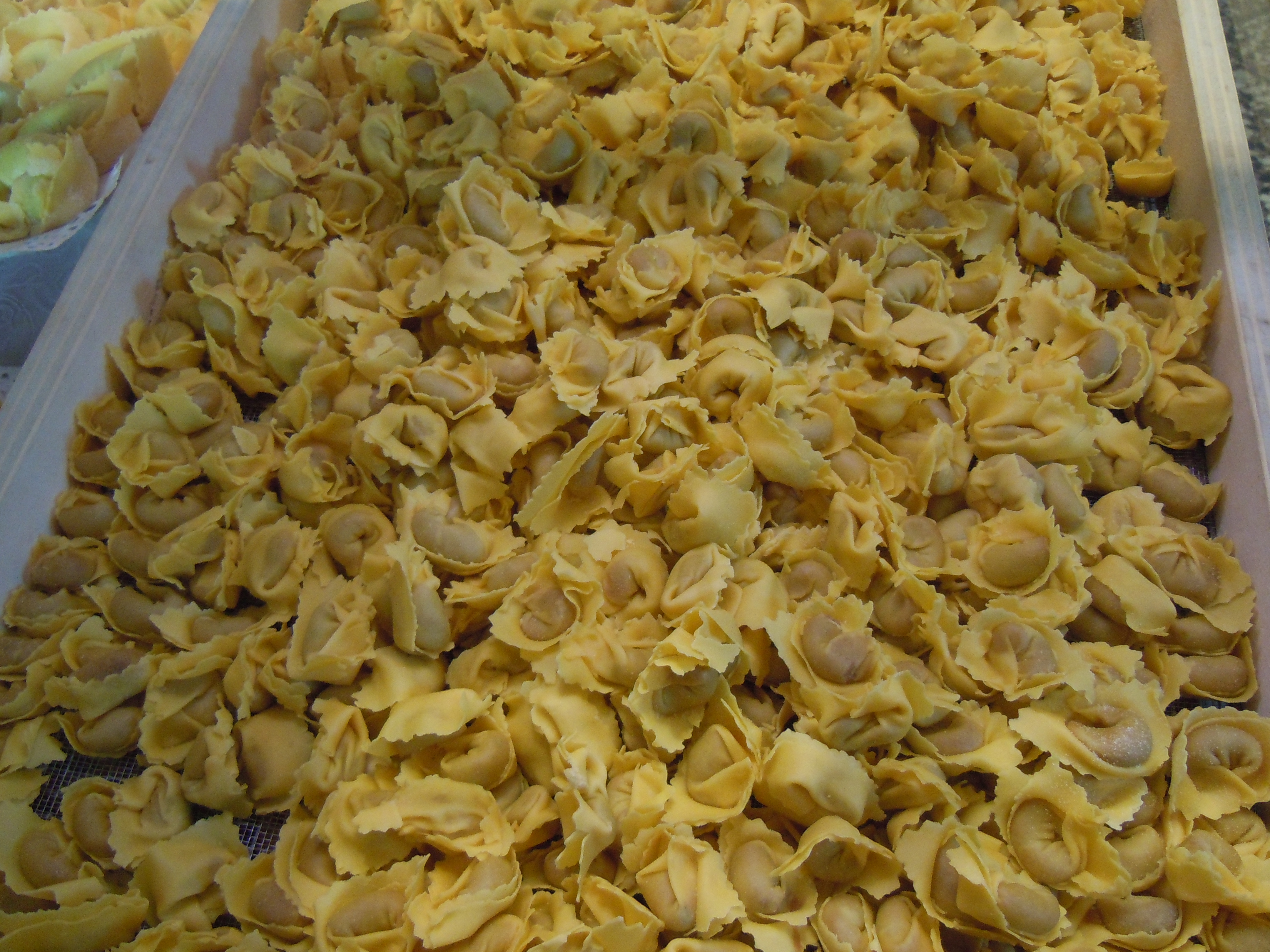
Tortellini di Valeggio.

- Brasato all'Amarone, carne de res estofada cocinada con vino Amarone, a menudo servida junto con polenta.
- Gnocchi (ñoquis); es tradición comer ñoquis de patata caseros en Venerdì Gnocolar, el último viernes de carnaval.
- Lesso e pearà; Lesso es el bollito misto popular en todo el norte de Italia, que en Verona se sirve únicamente con pearà, una salsa espesa y de cocción lenta hecha de caldo de carne hervida, pan duro rallado, médula de buey y abundante pimienta negra molida. Algunas recetas también agregan aceite de oliva, queso parmigiano reggiano rallado o mantequilla. El nombre de la salsa proviene de pear, «pimienta» en lengua véneta; ergo, pearà, «pimentado». En el pasado, era una comida lujosa para la mayoría de la población y, por lo tanto, se servía en grandes celebraciones, como la Navidad.
- Pastissada de caval, un antiguo guiso de carne de caballo que data del medievo. Se prepara con hojas de laurel, nuez moscada, clavo, sal, pimienta, verduras y caldo de carne y se cocina lentamente hasta que la carne se deshaga; Se sirve con polenta.
- Polenta e renga: polenta acompañada de arenques típicos conservados en aceite. Los arenques salados (renga) se hierven o se cocinan a la parrilla, luego se limpian, se cortan en trozos y se encurten en aceite de oliva con ajo, perejil y alcaparras; Después de 40 días de maduración, los arenques están listos para servirse o poner en frascos para su conservación. Este plato se originó en el barrio de Parona de Verona y se come tradicionalmente el miércoles de ceniza.
- Riso Vialone Nano, una variedad de arroz típica de las tierras bajas del sur veronés (Bassa Veronese). Se presta mejor a la preparación de excelentes risottos, y se utiliza como tal en todo Véneto e Italia.
- Risotto all'Amarone, un risotto con el vino tinto local Amarone. Es típico de la región vinícola de Valpolicella.
- Rixoto col tastasal, un risotto hecho con carne del salami y las salchichas (carne de cerdo); Tradicionalmente, este plato era un medio para probar la mezcla antes de embutir las salchichas (de ahí el nombre tastasal, «para probar la sal»).
- Tortellini di Valeggio, una pasta fresca hecha a mano de tipo tortellini, rellena con una mezcla de carne de res, de cerdo y verduras, generalmente servida con mantequilla derretida y salvia. Son típicos de la ciudad de Valeggio sul Mincio, al suroeste de Verona.

### Postres
- Mandorlato, típico torrone duro, hecho en la ciudad de Cologna Veneta.
- Nadalin, predecesor del pandoro. Tiene una forma más plana y una textura más firme que éste.
- Pandoro, tradicional pan dulce de levadura de la cocina navideña, ahora conocido y comido en toda Italia.
- Tiramisù, un pastel con cacao, café y mascarpone. Se trata de una receta relativamente reciente que supuestamente se inventó en Treviso a finales de los años 60.

## Vicenza

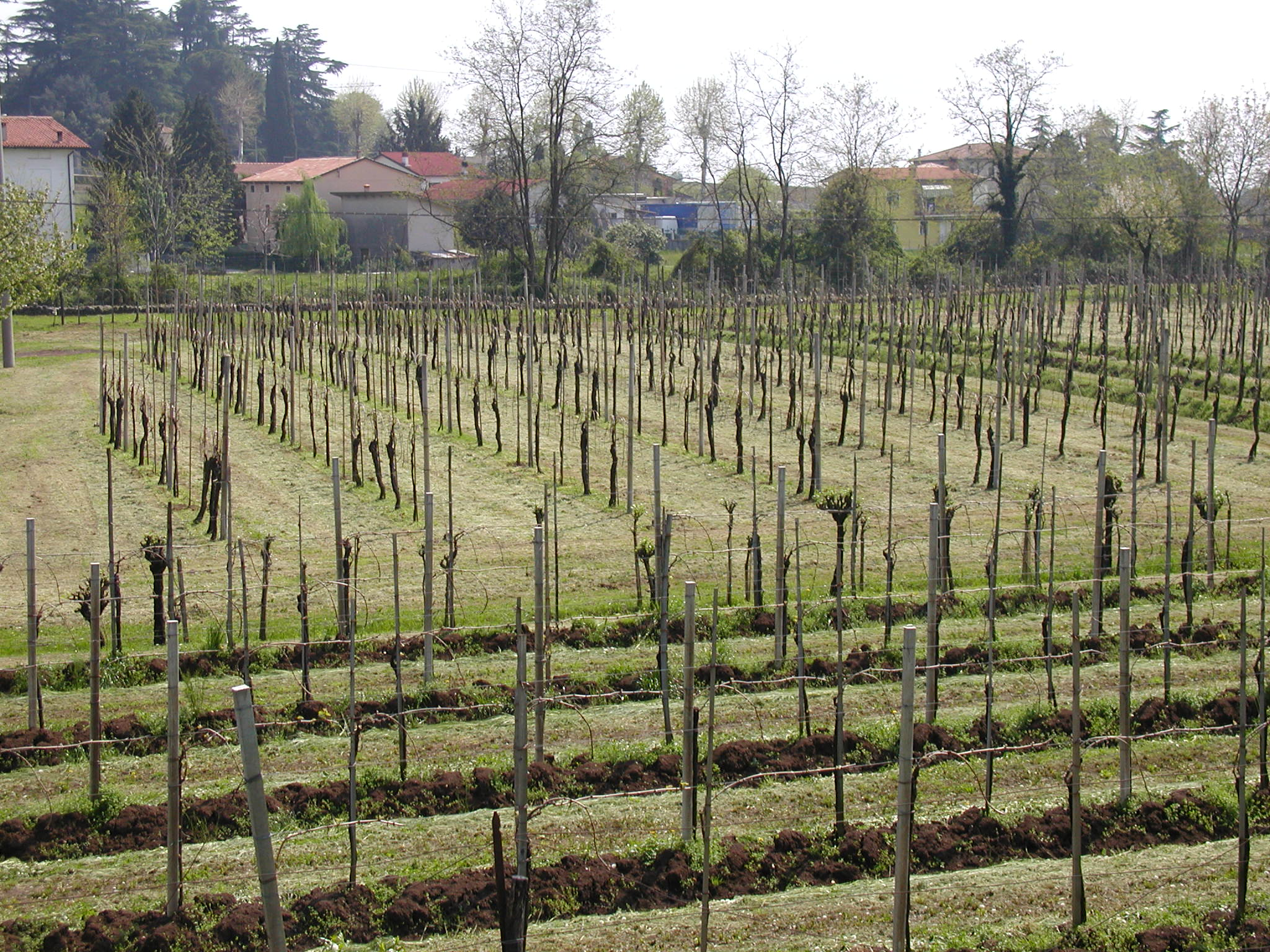
Un viñedo cerca de Vicenza. Véneto es una de las principales regiones vitivinícolas de Italia.

Vicenza, junto con Venecia, tiene una de las cocinas más distintivas del Véneto. Anteriormente, los vicentinos a menudo se denominaban magnagati o mangiagatti («comedores de gatos») debido a la presunta presencia de la carne de gato en su cocina (causada por la pobreza en el pasado y durante la Segunda Guerra Mundial), aunque la cocina de los gatos es ahora ilegal en Italia. Las placas típicas de la ciudad y sus alrededores incluyen:
- Queso Asiago, originado en la localidad de Asiago.
- Bacałà ała Visentina.
- Espárragos de Bassano del Grappa.
- I bixi de Lumignan y i bixi de Borso (bixi significa «guisantes»).
- Cren, el llamado en España «rábano picante» o «rábano español» (rafano di Spagna). Por lo general, está finamente rallado y mezclado con vinagre en una salsa que acompaña a las carnes hervidas.
- Trufas de Nanto.
- Paèta al malgaragno (pavo joven con jugo de granada)
- Rixi e bixi («arroz y guisantes»).
- Patata de Rotzo.
- Apio de Rubbio.
- Polenta semilíquida (a veces servida con salsa o puré de tomate)
- Serexe de Marostega (cerezas de Marostica)
- Torexani de Breganse

## Otras provincias

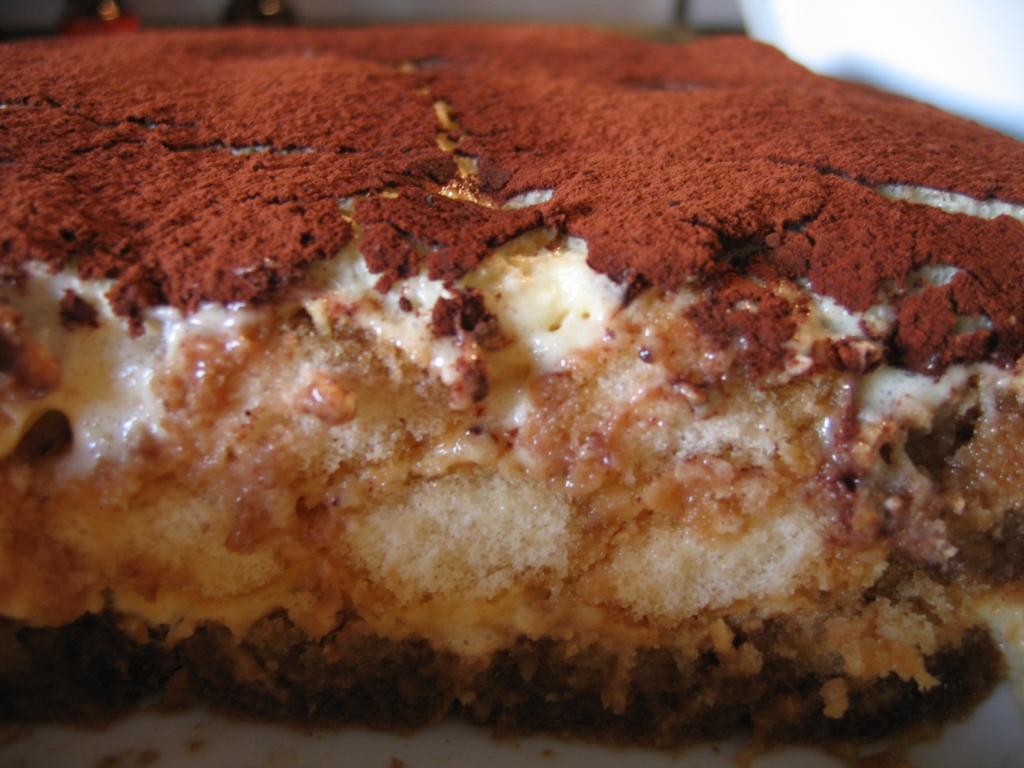
Tiramisù, un conocido postre de la región del Véneto.

- Bigołi co'ł'arna, la pasta bigoli servida con ragù de carne de pato.
- Bixàto (o Anguilla), anguila; un plato típico del sudeste del Véneto, en el delta del río Po, se puede asar o freír.
- Carpaccio
- Casunziei
- Frittura di pesce, productos del mar fritos y servidos con polenta; plato típico de la costa del mar Adriático.
- Galletto alla brace, gallo a la parrilla.
- Gallina alla canèvera, un plato de una tradición muy antigua de Padua o Vicenza, que se remonta a la gastronomía medieval, en la que la carne de gallina se hierve con verduras mixtas dentro de vejiga de cerdo.
- Gran bollito veneto (o bollito misto alla veneta), una variedad de carnes mixtas (de res, gallina, lengua de res y cotechino) cocinadas juntas.
- Grigliata mista, carnes mixtas a la parrilla, como costillas, tocino, salchichas y chuletas de cerdo, pechugas de pollo, costillas de res, siempre servidas junto con polenta en rodajas a la parrilla.
- Maiale al latte, carne de cerdo estofada en leche.
- Oca in onto, ganso marinado durante algunos días en sal o hierbas y bajo su propia grasa, y luego cocido. Típico de la zona de Padua.
- Pasta e faxioi ała veneta, una sopa hecha con pasta, alubias y tocino.
- Pastìn, un plato típico de Belluno, que consiste en carne mixta de carne de cerdo y ternera, cortada de todos modos. Se pueden agregar especias, y este alimento a menudo se come junto con la polenta.
- Patata mericana, «batata»; Una preparación típica de otoño, se puede servir hervido o asado.
- Połenta bianca, una variedad de polenta hecha de maíz blanco (biancoperla), es típica de las áreas planas, pero sobre todo de los territorios de Padua, Venecia y Treviso.
- Połenta e oxełi, aves de caza pequeñas rostizadas, como alondras, zorzales, gorriones y codornices, servidos junto con polenta. Bajo la República de Venecia, este plato se extendió a los territorios del este de Lombardía, y en Bérgamo un pastel tomó el mismo nombre (polenta e osei).
- Porchetta trevigiana, a menudo rellena dentro de un panino.
- Radicchio alla griglia, un plato de escarola a la parrilla, típico de Treviso.
- Sfilacci di cavallo, carne de caballo desmenuzada, típica de Padua y su provincia, se puede usar tradicionalmente para aderezar un plato de bigoli o comerla sola, pero en las últimas décadas viene siendo popular como aderezo para pizzas.
- Soppressa, salami suave que tradicionalmente contiene ajo.
- Spezzatino di musso, estofado de carne de burro, servido con polenta.
- Callos ała veneta, callos cocinados con verduras, mantequilla y aceite de oliva, que luego se sirven aderezados con queso grana rallado.

### Postres
- Fugasa, un pan dulce de Pascua.
- Galani (o crostoli).
- Tiramisù, uno de los postres más populares en Italia y Europa, está hecho con huevos frescos, mascarpone, Marsala y savoiardi bañado en café.

## Bebidas

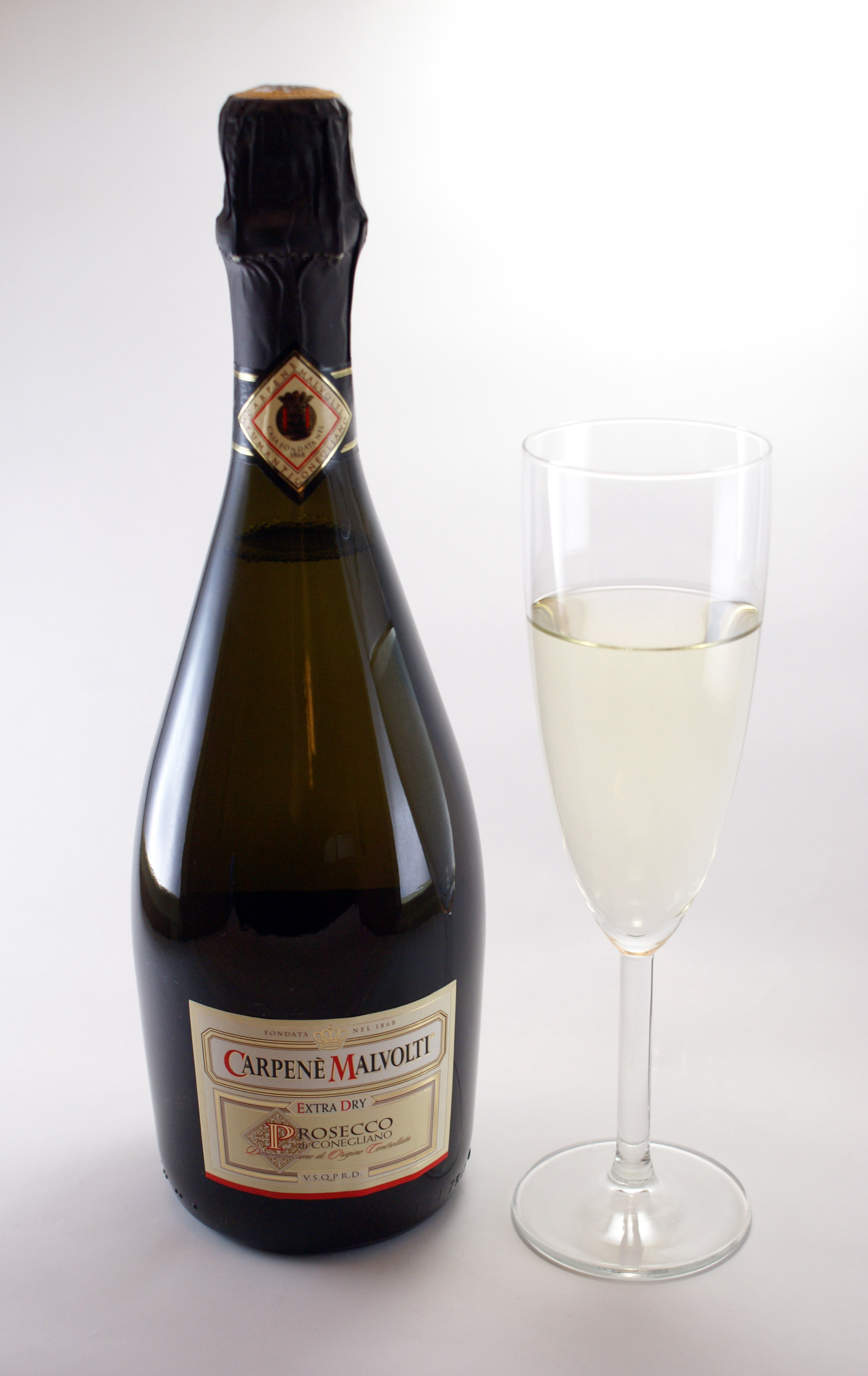
Una botella y un vaso de Prosecco, que puede ser spumante (el más gaseoso y caro) o frizzante (el gaseoso más barato).

- Prosecco, un vino espumoso popular, que a menudo es secco, «seco», o amabile, que posee un sabor relativamente dulce.
- Bianco di Custoza, vino cultivado en la región de Custoza, cerca del lago de Garda.
- Spritz.